# Máquina de enseñanza

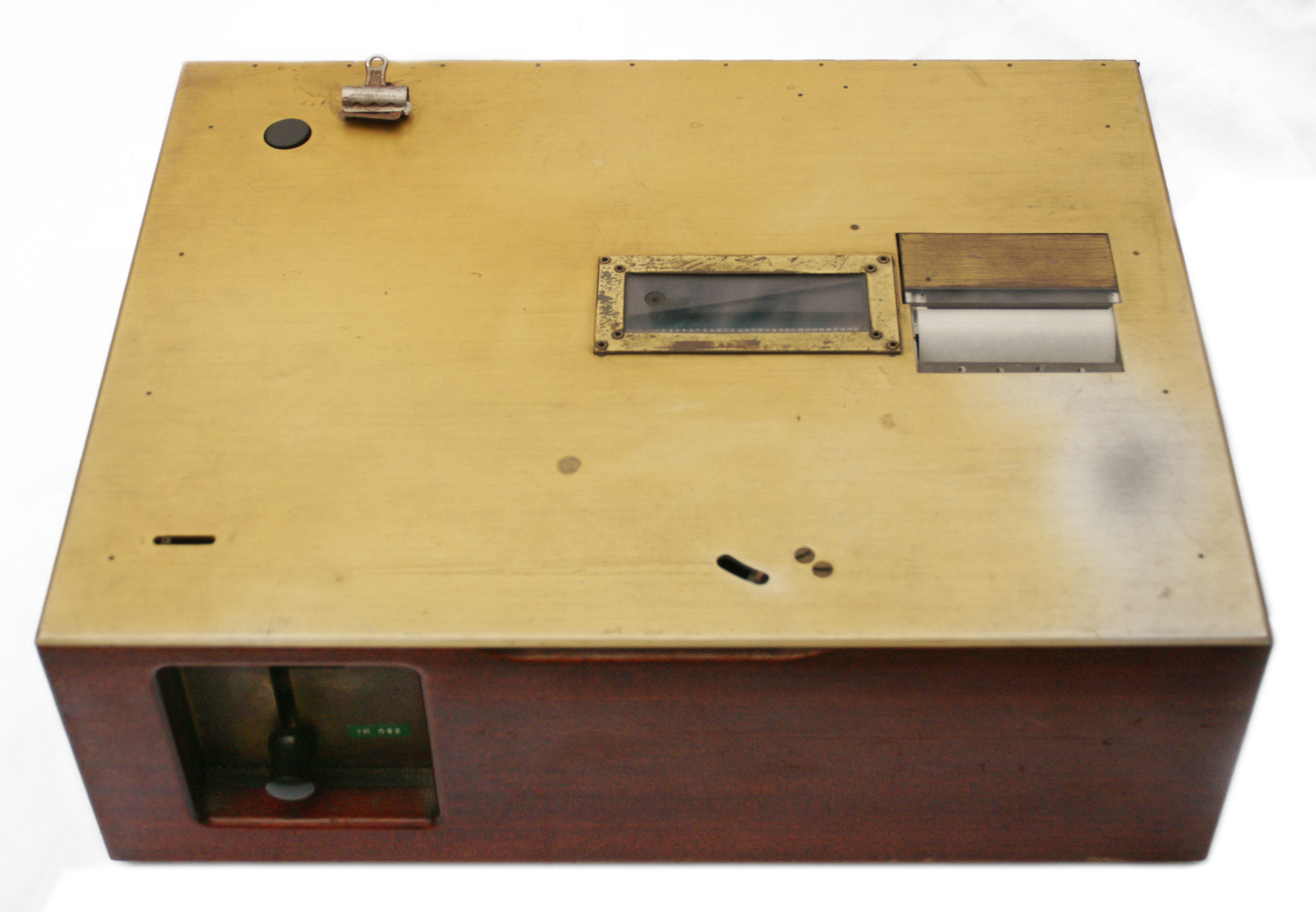
Máquina de enseñanza de Skinner, un dispositivo mecánico para controlar el progreso estudiantil en la enseñanza programada

Las máquinas de enseñanza eran originalmente dispositivos mecánicos. Estos presentaban materiales educativos a los estudiantes. La primera fue inventada por Sidney L. Pressey aproximadamente en el año 1924. Su máquina originalmente suministraba preguntas de opción múltiple. La máquina podía ajustarse de modo que avanzara únicamente cuando el estudiante conseguía la respuesta correcta. Las pruebas mostraban que el aprendizaje había tenido lugar. Esto era un ejemplo de cómo el conocimiento de resultados causa aprendizaje. Posteriormente, Norman Crowder desarrolló a fondo la idea de Pressey.
Burrhus Frederic Skinner fue responsable de un tipo diferente de máquina que utilizaba sus ideas sobre como el aprendizaje debía ser dirigido con refuerzo positivo. Skinner defendió el uso de las máquinas de enseñanza para una amplia gama de estudiantes (p. ej., de edad preescolar hasta adultos) y propósitos de enseñanza (p. ej., lectura y música). El potencial de enseñanza de la máquina de enseñanza derivaba de varios factores: proporcionaba un refuerzo automático, inmediato y regular sin control hostil; el material presentado era coherente, pero variado y novedoso; el ritmo de aprendizaje podría ser ajustado para adaptarse a cada persona. Como resultado, los estudiantes estaban interesados, atentos y aprendían de manera eficiente al generar el comportamiento deseado, «aprender haciendo».
Hay amplia experiencia de que ambos métodos funcionaron bien, así como la enseñanza programada en otras formas como los libros. Las ideas de las máquinas de enseñanza y la enseñanza programada proporcionaron la base para ideas posteriores como el aprendizaje abierto y la enseñanza asistida por ordenador.
- Se pueden encontrar ilustraciones de las máquinas de enseñanza en el libro de consulta principal.[12]